# Sinoalaria bicornis
Espèce
Synonymes
- Alaria bicornis Lin, Li & Jäger, 2014

Sinoalaria bicornis est une espèce d'araignées aranéomorphes de la famille des Theridiosomatidae.

## Distribution
Cette espèce est endémique du Laos.

## Description
Le mâle holotype mesure 2,01 mm et la femelle 2,95 mm.

## Publication originale
- Lin, Li & Jäger, 2014 : Four new spider species of the family Theridiosomatidae (Arachnida, Araneae) from caves in Laos. ZooKeys, no 391, p. 75-102 (texte intégral).